# لارس اسپونهایم
لارس اسپونهایم (انگلیسی: Lars Sponheim؛ زادهٔ ۲۳ مهٔ ۱۹۵۷) سیاستمدار، و کشاورز اهل نروژ است.